# Rewers (archiwistyka)
Rewers – wypełniony dokument potwierdzający wypożyczenie materiałów archiwalnych do pracowni, bądź poza teren archiwum. Na jego podstawie osoba wypożyczająca dokumenty zobowiązana jest do ich zwrotu.